# (454101) 2013 BP73
(454101) 2013 BP73 (também escrito como (454101) 2013 BP73) é um asteroide próximo da Terra, ele já esteve listado na tabela de risco Sentry como um objeto potencialmente perigoso para o nosso planeta. Ele possui uma magnitude absoluta de 20,2 e tem um diâmetro estimado de 310 metros.  Seis imagens Precovery foram localizados a partir de abril de 2003. Ele foi retirado da tabela de risco Sentry em 3 de janeiro de 2014.

## Descoberta
(454101) 2013 BP73 foi descoberto no dia 22 de janeiro de 2013, pelo Mount Lemmon Survey.

## Órbita
A órbita de (454101) 2013 BP73 tem uma excentricidade de 0,6287 e possui um semieixo maior de 1,328 UA. O seu periélio leva o mesmo a uma distância de 0,4931 UA em relação ao Sol e seu afélio a 2,163 UA.